# Косково (Спировский район)
Косково — опустевшая деревня в Спировском районе Тверской области.

## География
Находится в центральной части Тверской области на расстоянии приблизительно 17 км на северо-восток по прямой от районного центра поселка Спирово.

## История
Деревня была отмечена ещё на карте 1825 года. В 1859 году здесь (деревня Вышневолоцкого уезда) было учтено 4 двора. До 2021 года входила в состав Пеньковского сельского поселения Спировского района до его упразднения.

## Население
Численность населения: 107 человек (1859 год), 0 как в 2002 году, так и в 2010.